# Камиляно
Камиля̀но (на италиански: Camigliano) е село и община в Южна Италия, провинция Казерта, регион Кампания. Разположено е на 80 m надморска височина. Населението на общината е 1884 души (към 2010 г.).